# Акімов Анатолій Михайлович
Анатолій Михайлович Акімов (24 березня (6 квітня) 1915, Москва, Російська імперія — 10 серпня 1984, Москва) — радянський футболіст, воротар, потім — тренер. Один із найкращих воротарів СРСР другої половини 1930-х і 1940-х років. Дворазовий чемпіон СРСР, заслужений майстер спорту СРСР (1940), заслужений тренер РРФСР (1963). Входив до збірної Москви.

## Біографія
У футбол почав грати 1931 року в команді фабрики «Тригорська мануфактура». Взірцем для майбутнього футболіста став воротар «Тригорки» Михайло Леонов. На її стадіон сина часто приводив батько, затятий уболівальник. Перший тренер — Іван Артем'єв. Спочатку Акімова ставили грати на позиції правого напівсереднього, однак як тільки була нагода, той ставав на ворота.
У 1932-1933 роках виступав за команду «Дукат». 1934 року гру Акімова побачив Микола Старостін — футболіст і один із керівників «Промкооперації» (згодом перейменована на «Спартак»), запросивши до цієї команди. У новому колективі Акімов починав із виступів за четверту команду, але швидко піднявся до другої, а вже 1935 року конкурував в Іваном Рижовим за місце у воротах основної команди.
З 1935 по 1952 виступав за московські команди «Спартак», «Динамо», «Торпедо», ВВС.
Учасник матчу збірної Москви з «Расінгом» (Париж, Франція), переможного матчу зі збірною Басконії 1937 року.
Один з найсильніших воротарів радянського футболу за всі роки. Високий, гнучкий (у Франції в 1936 році за дивовижну гнучкість паризькі газети охрестили його «людиною-вугром»), з вибуховою реакцією, діяв просто і чітко, Акімов однаково впевнено відбивав як верхові, так і низові м'ячі, виключно точно вибирав місце у воротах. Саме Акімов першим із радянських воротарів освоїв техніку відбивання м'яча кулаками — наслідуючи московського воротаря, цей прийом почали застосовувати й інші воротарі країни.
У 1931-1935 грав у гандбол, був чемпіоном Москви, входив до збірної Москви.
Нагороджений орденом «Знак Пошани» (1937).
Дружина — відома радянська легкоатлетка, чемпіонка СРСР — Наталія Пєтухова.
Похований на Ваганьковському кладовищі.

## Виступи
Виступав за московські команди (196 матчів в  чемпіонаті СРСР):
- «Спартак» (1936–1937, 1939–1941) — 59 матчів
- «Динамо» (1938) — 15 матчів
- «Торпедо» (1945–1948, 1951) — 80 матчів
- ВПС (1949–1951) — 42 матчі

## Досягнення
- Чемпіонат СРСР:

Чемпіон (2):  1936 (осінь),  1939.
Срібний призер (1):  1937.
Бронзовий призер (3):  1936 (весна),  1940,  1945.
- Володар  Кубка СРСР  1939.
- У списку 33 і 55 кращих 12 разів:

№ 1 — 8 разів: 1936, 1937, 1938, 1940, 1941, 1942, 1946, 1948
№ 2 — 4 рази: 1939, 1945, 1947, 1949

## Тренерська кар'єра
- Тренер ФШМ (Москва) (1954–1958)
- Головний тренер збірної  Демократичної республіки В'єтнам (1958–1960)
- Головний тренер клубу «Спартак» (Єреван) (1961–1962)
- Головний тренер клубу «Шинник» (Ярославль) (1963–1964)
- Начальник команди «Шинник» (Ярославль) (1965)
- Начальник команди «Волга» (Горький) (1966)